# 繁吹
繁吹是中文互联网上一个特殊的群体。他们很多自称自己是文字爱好者，爱好传统汉字，称呼繁体字为“正体字”。但是，他们大多带有政治目的，且经常曲解、附会繁体字形来达到吹嘘的目的。

## 错误实例
早起的“繁吹”声称简化字是“残字”，“爱无心，亲无见”让汉字丢失文化内核。实际上，现行的简化字“爱”和“亲”的写法早已有之。”“爱”字的简体写法在宋代就有，而“亲”字的简体写法更是在汉代就已经出现。